# Alina Fernández

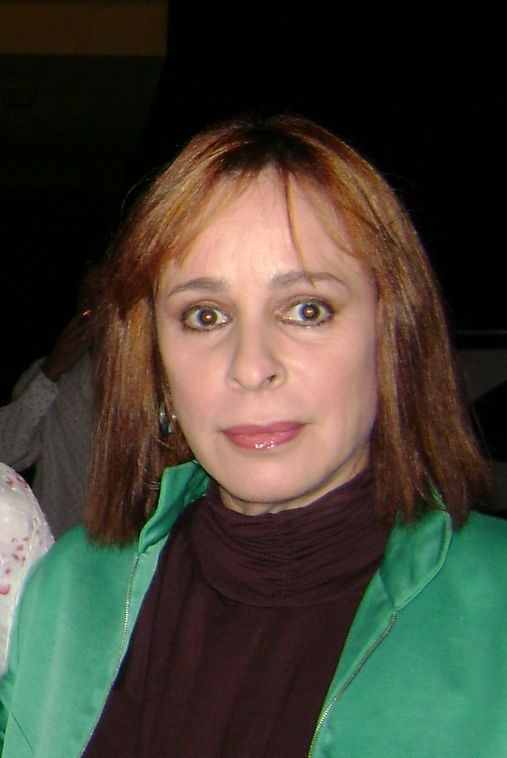
Alina Fernández

Alina Fernández Revuelta (geboren am 19. März 1956 in Havanna) ist eine kubanische anti-kommunistische Aktivistin und Tochter von Fidel Castro und Natalia „Naty“ Revuelta Clews.

## Leben

### Geburt und frühe Kindheit
Alina Fernández's Geburt war Resultat der Liebesbeziehung ihrer Eltern, die gleichwohl beide mit anderen Partnern verheiratet waren. Ihre Mutter Natalia Revuelta hatte Castro durch ihr gemeinsames politisches Engagement in der Partei Partido del Pueblo Cubano kennengelernt. Ihrem Mann Orlando Fernández gestand Revuelta schließlich ihre Untreue, der sich jedoch nicht von ihr scheiden ließ. Nachdem Castro wegen des Angriffs auf die Kaserne von Moncada aus dem Gefängnis entlassen worden war, setzte Revuelta die Beziehung fort; Castro erfuhr im mexikanischen Exil von der Schwangerschaft seiner Geliebten, deren Tochter Alina María José im März 1956 zur Welt kam. Sie erhielt den Namen ihres eingeweihten Stiefvaters.
Fernández beschreibt ihre ersten Lebensjahre rückblickend in ihren Memoiren als äußerst entbehrungsreich. Ihr Stiefvater Orlando Fernández emigrierte noch vor ihrem vierten Geburtstag, zwischen 1959 und März 1961, mit ihrer Halbschwester Natalie, die Mutter und Alina Fernández blieben in Kuba zurück.
Nach der Kuba-Krise habe ihr Vater, so Alina Fernández, auf Betreiben seiner Lebensgefährtin Celia Sánchez, die Mutter mit ihrer Tochter als Sekretärin der kubanischen Botschaft nach Frankreich geschickt, wo sie in Wahrheit Industriespionage betreiben sollte – auch unter Einsatz erotischer Talente. Alina, inzwischen im Grundschulalter, kam zunächst in ein Internat, wurde bald jedoch nach Kuba zurückgeschickt, ihre Mutter folgte fünf Monate später.

### Erwachsenes Leben auf Kuba
In Kuba arbeitete sie als Model und Leiterin der Öffentlichkeitsarbeit eines kubanischen Modeunternehmens, wie der Programmausschuss der Universität mitteilte.
1977 wurde ihre Tochter Alina Salgado geboren.

### Flucht ins Exil
Im Jahr 1993, im Alter von 37 Jahren, verließ sie Kuba mit falschen Papieren und einer Perücke in Richtung Spanien und von dort weiter in die USA. Elena Díaz-Verson Amos, eine kubanische Einwanderin und Ehefrau von John Amos (einem Gründer von Aflac, Inc.), half Fernández, Kuba zu verlassen.
Nachdem Fernández in den USA angekommen war, rief sie auf einer Pressekonferenz ihren Vater Fidel Castro dazu auf, seiner Enkelin Alina Salgado die Ausreise aus Kuba zu erlauben. Dem kamen die kubanischen Behörden nach, woraufhin Salgado ihrer Mutter ins Exil in die USA folgte.
Fernández lebte mehrere Jahre lang mit Díaz-Verson in Columbus, Georgia.
1997 veröffentlichte sie ihre Memoiren Alina, Memorias de la hija rebelde de Fidel Castro. Zu ihrer Mutter Natalia Revuelta hielt Alina Fernández per E-Mail Kontakt. 2014 reiste sie nach 21 Jahren erstmals wieder nach Kuba, um ihre schwerkranke Mutter zu besuchen, die am 27. Februar 2015 in Havanna verstarb.
In einem Interview mit der Zeitschrift Foreign Policy sagte sie 2008, dass sie ihrem Onkel, Raúl Castro, näher stand als ihrem Vater. Raúl Castro, der die Nachfolge ihres Vaters als kubanischer Präsident antrat, habe ihr bei mehreren Gelegenheiten geholfen. „Er war die Person, zu der man gehen und um Hilfe bitten konnte, wenn man ein praktisches Problem hatte. Ich persönlich habe ihn ein paar Mal um Hilfe gebeten, und er hat mir immer sofort geholfen. In der Familie war er die einzige Hilfe, die man finden konnte. In solchen Fragen war Fidel absolut nicht hilfreich.“

## Frage der Historizität von Fernández’ Memoiren
Alina Fernández 1997 veröffentlichte Memoiren stellen eine wichtige Primärquelle über das post-revolutionäre Kuba und die Geschichte ihrer Mutter Natalia Revuelta dar. Gleichwohl müssen sie mit großer kritischer Distanz und Skepsis betrachtet werden, da die enthaltenen Informationen stark subjektiv geprägt sind und Fernández ihre starke Antipathie gegenüber ihren Eltern und ihrer Familie nicht verbirgt. Hinzu kommt, dass sich die Erzählungen von Fernández und den – teils auch von Fernández zitierten – Aussagen ihrer Mutter mitunter stark widersprechen. Es besteht daher das Risiko von Übertreibungen oder Verzerrungen, bis hin zu vorsätzlichen Falschaussagen. In diesem Kontext ist auch zu erwähnen, dass Alina Fernández im Jahr 2005 aufgrund von Passagen in ihren Memoiren von einem spanischen Gericht wegen Verleumdung und Diffamierung zu einer Geldstrafe von 45.000 US-Dollar wurde. Geklagt hatte ihre Tante Juanita Castro, die, wie später Fernández, schon 1964 ins Exil gegangen war.

## Werke
- Alina, Memorias de la hija rebelde de Fidel Castro, Plaza & Janés Editores S.A., Barcelona 1997, ISBN 978-84-01-37585-9.
  - Deutsche Ausgabe:  Diemut Roether (Übersetzer): Ich, Alina. Mein Leben als Fidel Castros Tochter, Rowohlt, Reinbek bei Hamburg 1999, ISBN 978-3-499-60941-1.